# Ditrichum hallei
Ditrichum hallei là một loài rêu trong họ Ditrichaceae. Loài này được Cardot & Broth. mô tả khoa học đầu tiên năm 1923.